# Sahar Khalifeh
Sahar Khalifeh (în arabă سحر_خليفة; n. 1941, Nablus, Palestina sub mandat britanic) este o scriitoare de origine palestiniană. După ce a studiat la Universitatea din Birzeit din Teritoriile Palestiniene Ocupate, ea a primit o bursă Fullbright și a mers să își continue studiile în Statele Unite ale Americii. A obținut titlul de Master în literatură engleză la Universitatea Californiei de Nord și titlul de Doctor în Studiul Femeilor la Universitatea din Iowa înainte de întoarcerea în Palestina în 1988. Este cea care a pus bazele Centrului de Afaceri al Femeilor din Nablus, care acum are sedii și în Gaza și în Amman.
Lucrările sale includ numeroase romane și eseuri, traduse în mai multe limbi, inclusiv în limba ebraică  engleză, franceză, germană și spaniolă. În anul 2006 a obținut Medalia Naguib Mahfouz pentru Literatură în urma romanului său The Image, the Icon, and the Convenant.

## Biografie
Sahar Khalifeh s-a născut în Nablus, Palestina, a cincea dintre cele opt fete din familia ei. Khalifeh reflectă „Am învățat că sunt membru al unui sex mizerabil, inutil și fără valoare. Din copilărie, am fost învățată să mă pregătesc pentru riscurile asociate cu a fi femeie.” În copilărie, Khalifeh a găsit eliberări creative precum cititul, scrisul și pictura. Ea a fost căsătorită împotriva voinței ei la scurt timp după ce a terminat liceul în Amman. Ea își descrie căsnicia de 13 ani ca fiind „mizerabilă și devastatoare” și nu a scris în această perioadă. Și-a găsit din nou refugiu în cărți: „M-am dedat, la fel ca oricine altcineva din lumea arabă educată, mișcării existențialiste și intelectualismului existențial. Până când a avut loc Ocupația (israeliană a Cisiordaniei), am continuat să fiu existențialist.”
După înfrângerea din 1967 și ocuparea ulterioară a Cisiordaniei, Khalifeh a început să scrie din nou. Ea a început cu „poezia rezistenței”, inspirată din operele lui Mahmoud Darwish, înainte de a se rupe de narațiunile feminine limitate tipice în literatura de rezistență. Primul ei roman, After the Defeat, a urmărit interacțiunile familiilor dintr-un bloc de apartamente din Nablus după război. Singurul manuscris al acestui roman a fost confiscat de autoritățile israeliene și nu a fost niciodată publicat. Khalifeh a continuat să scrie și primul ei roman, We Are Not Your Slaves Any Longer, a fost publicat în 1974, urmat de cel mai cunoscut roman al ei în 1976. Wild Thorns a explorat nuanțe de clasă sub ocupația israeliană. Ea a publicat The Sunflower în 1980 ca o continuare a lui Wild Thorns pentru a se concentra pe narațiunile feminine care au fost în mare parte absente din povestea originală.
Khalifeh a obținut diploma de licență în arte în limba engleză de la Universitatea Birzeit. În autobiografia ei A Novel for My Story ea descrie începutul vieții ca student universitar la vârsta de treizeci și doi de ani alături de alți doi prieteni de vârstă mijlocie din Nablus. Și-a continuat studiile în SUA, primind o bursă Fulbright pentru a-și finaliza masteratul în engleză de la Universitatea din North Carolina Chapel Hill. Ea și-a primit doctoratul în Studii despre femei și literatură americană de la Universitatea din Iowa. S-a întors la Nablus în 1988, după începutul primei Intifade și a început să scrie Bab al-Saha (Pasajul spre Plaza) - un roman care descrie viața femeilor pe fundalul Intifadei. Tot în 1988 Khalifeh a fondat Centrul pentru afacerile femeilor din Nablus. Ea își descrie munca cu femeile din Nablus într-un interviu cu Penny Johnson „Nu am adus o imagine a unei instituții din străinătate. Am învățat din „realitate”. Khalifeh a deschis de atunci filiale ale Centrului pentru afaceri ale femeilor în orașul Gaza, Cisiordania și Amman, Iordania.
Sahar Khalifeh a continuat să scrie, iar una dintre publicațiile ei recente, أصلٌ وفصل (Rădăcină și ramură), a fost publicată în 2009 de Dar al-Adeb și tradusă în engleză ca Of Noble Origins în 2012. Acest roman, plasat în ajunul înființării Israelului, explorează poveștile personajelor care se confruntă cu mandatul britanic și mișcarea sionistă. Cea mai recentă publicație a lui Khalifeh din 2010, My First and Only Love, urmărește povestea unei femei palestiniene care, după mulți ani în exil, se întoarce acasă la Nablus. Acest roman a fost publicat în limba engleză de Hoopoe în martie 2021. Până în prezent Sahar Khalifeh a publicat unsprezece romane, toate tratând situația palestinienilor aflați sub ocupație.

## Opere alese

### Publicații de Khalifeh
Următoarele romane sunt disponibile în traducere în engleză:
- The End of Spring (Interlink)
- The Inheritance (American University in Cairo Press)
- Of Noble Origins (AUC Press)
- The Image, the Icon and the Covenant (Interlink)
- Wild Thorns (Saqi)
- Passage to the Plaza (Seagull Books)
- My First and Only Love (Hoopoe)

Alte romane netraduse în engleză:
- Abbad al-Shams Floarea-soarelui (Dar al-Adab)
- Izvorul termal Rabi' Harr (Dar al-Adab)
- Mudhakkirāt imra'ah ghayr wāqi'īyah Memorii ale unei femei nerealiste (Dar al-Adab)
- Lam na'ud ghawārī lakum Nu mai suntem sclavele tale (Dar al-Adab)

### Publicații cu contribuții ale lui Khalifeh
- Anthology of Modern Palestinian Literature de Salma Jayyusi (Columbia University Press), conține fragmente din lucrările ei anterioare

## Premii
- 2006:  Medalia pentru literatură Naguib Mahfouz pentru The Image, the Icon, and the Convenant.[11]
- 2013: Premiul Mohamed Zafzaf, Maroc[12]